# École d'aviation de chasse
 (juin 2020).
Les centres d'instruction et de formation des pilotes de chasse militaires sont des écoles de pilotes de chasse de l'Armée de l'air française.

## Avant 1961
Les pilotes de chasse sont des aviateurs spécialisés dans la recherche et dans la destruction d'avions ennemis, en cas de conflit. À cet effet, ils opèrent au moyen d'avions de chasse.
Cette fonction apparaît en 1916, lors de la bataille de Verdun (1916). Les forces françaises sont alors contraintes de protéger leurs avions, jusqu'alors principalement dédiés à la fonction d'observation, fortement attaqués par les chasseurs allemands. L'aviation de chasse naît ainsi. La création d'unités de chasse entraîne rapidement la nécessité d'une formation ad hoc des pilotes qui leur sont affectés. Ces pilotes agissent aux côtés des navigateurs, des pilotes de transport militaire ou encore, des pilotes d'hélicoptères. À l'issue de la formation de base comme aviateur ou pilote, leur rôle spécifique nécessite une formation adaptée : celle précisément dispensée dans une École ou un Centre d'Instruction de chasse.
De 1908, date du premier brevet civil d'aviateur (brevet de pilote civil), jusqu'à nos jours, il a fallu former spécialement les pilotes de chasse de l'armée de l'air à leurs fonctions.
Rapidement, dès le premier conflit mondial, des spécialités de pilotage militaires apparaissent. La chasse naît avec les premiers temps du conflit. Il faut donc former des pilotes de chasse.
Les premiers pilotes militaires sont issus soit du Génie, l'arme à laquelle est confiée le matériel volant (ballons, aérostats et aéronefs), soit de la cavalerie. En effet, les aptitudes développées par la pratique sportive et militaire de l'équitation sont perçues comme similaires à celles requises pour le pilotage d'avions. Ils passent le brevet de pilote civil, organisé par l'Aéroclub de France, puis le brevet de pilote militaire, qui comporte traditionnellement trois épreuves.
L'instruction s'adapte et des cursus militaires apparaissent : pilotage élémentaire (brevet de base), formation militaire, formation de pilote de chasse, perfectionnement. Ces différentes étapes s'opèrent sur des avions différents, et sont confiées à des bases aériennes différentes.
Les officiers pilotes de l'École de l'air, basée à Versailles sont alors formés dans deux écoles de pilotage (EP), à Saint-Cyr-l'École (EP 101) et à Orly (EP 102).
Les autres pilotes sont instruits successivement à trois niveaux :
- écoles élémentaires de pilotage (EEP)
- écoles auxiliaires de pilotage (EAP)
- écoles principales de pilotage (EPP), situées à Avord (EPP 2) et à Étampes (EPP 1) [1]

Puis, leur formation s'achevait en centre d'instruction :
- centre d'instruction de la chasse
- centre d'instruction de bombardement
- centre d'instruction de renseignement.

À la fin des années trente sont donc créés deux centres de formation à la chasse militaire : celui de Montpellier et celui de la base aérienne 122 Chartres-Champhol, le Centre d'Instruction de la Chasse (CIC). Les difficultés de la formation des pilotes de chasse sont alors accablantes.
L'Armée de l'air décidera alors de déplacer les écoles de formation au pilotage, et à la chasse, vers les terrains d'Afrique, notamment, des territoires français d'Algérie française, du Maroc et de la Tunisie. Puis la migration s'opérera sous la forme de partenariat avec les États-Unis, à la fin de la Seconde Guerre mondiale, avant la réinstallation des écoles en France 
En 1943 se crée sur la base aérienne 708 Meknès une école de pilotes de chasse. De 1961 à 2020, elle est stationnée sur la base aérienne 705 Tours pour former l'École de l'aviation de chasse 314 "Christian Martell".
Les élèves pilotes de chasse de l'aéronavale débutent à Lanvéoc-Poulmic.

## De 1961 à 2020

### École de l'Aviation de Chasse (EAC 00.314) de la base aérienne 705 Tours

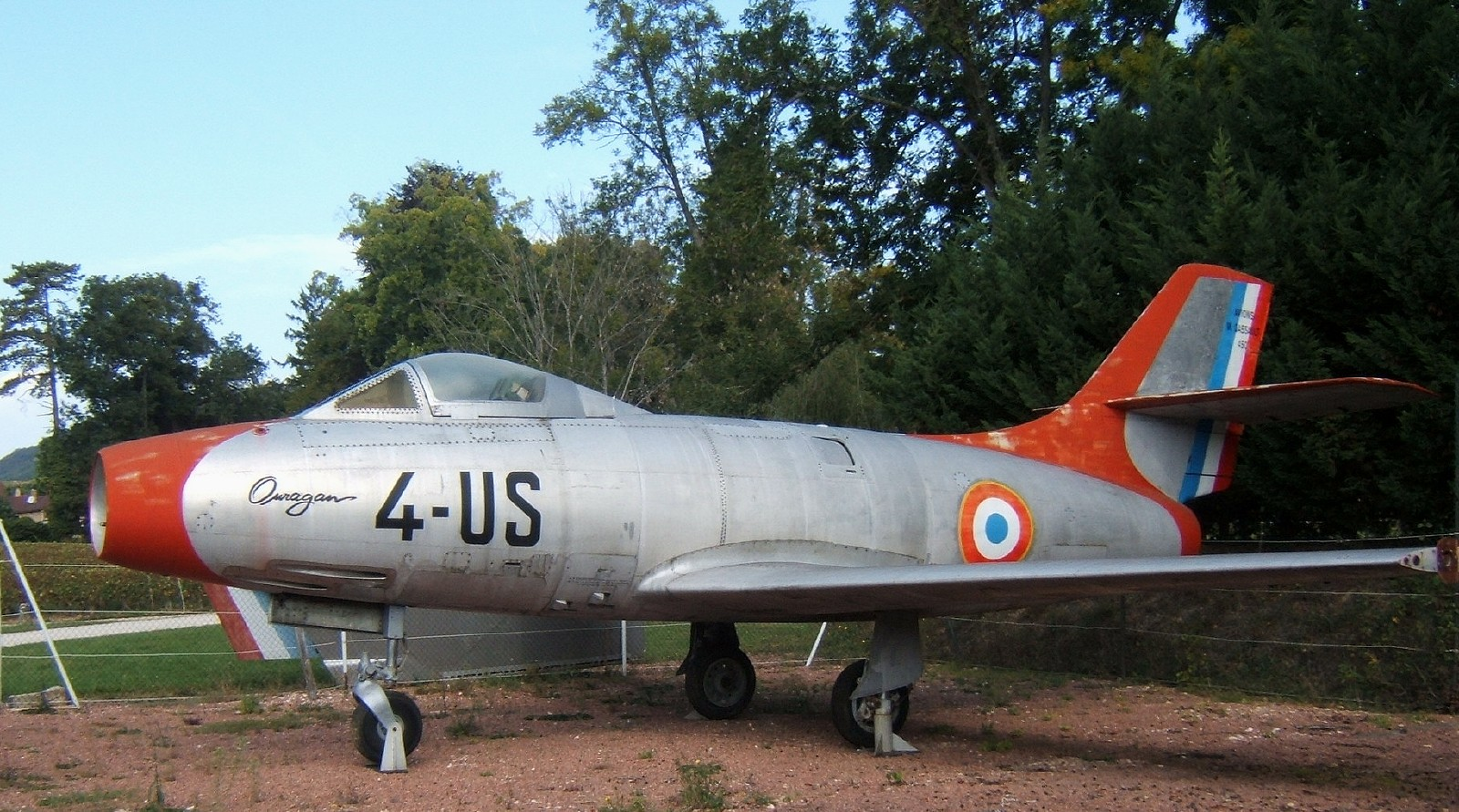
Dassault Ouragan, conservé au musée du Château de Savigny-lès-Beaune.

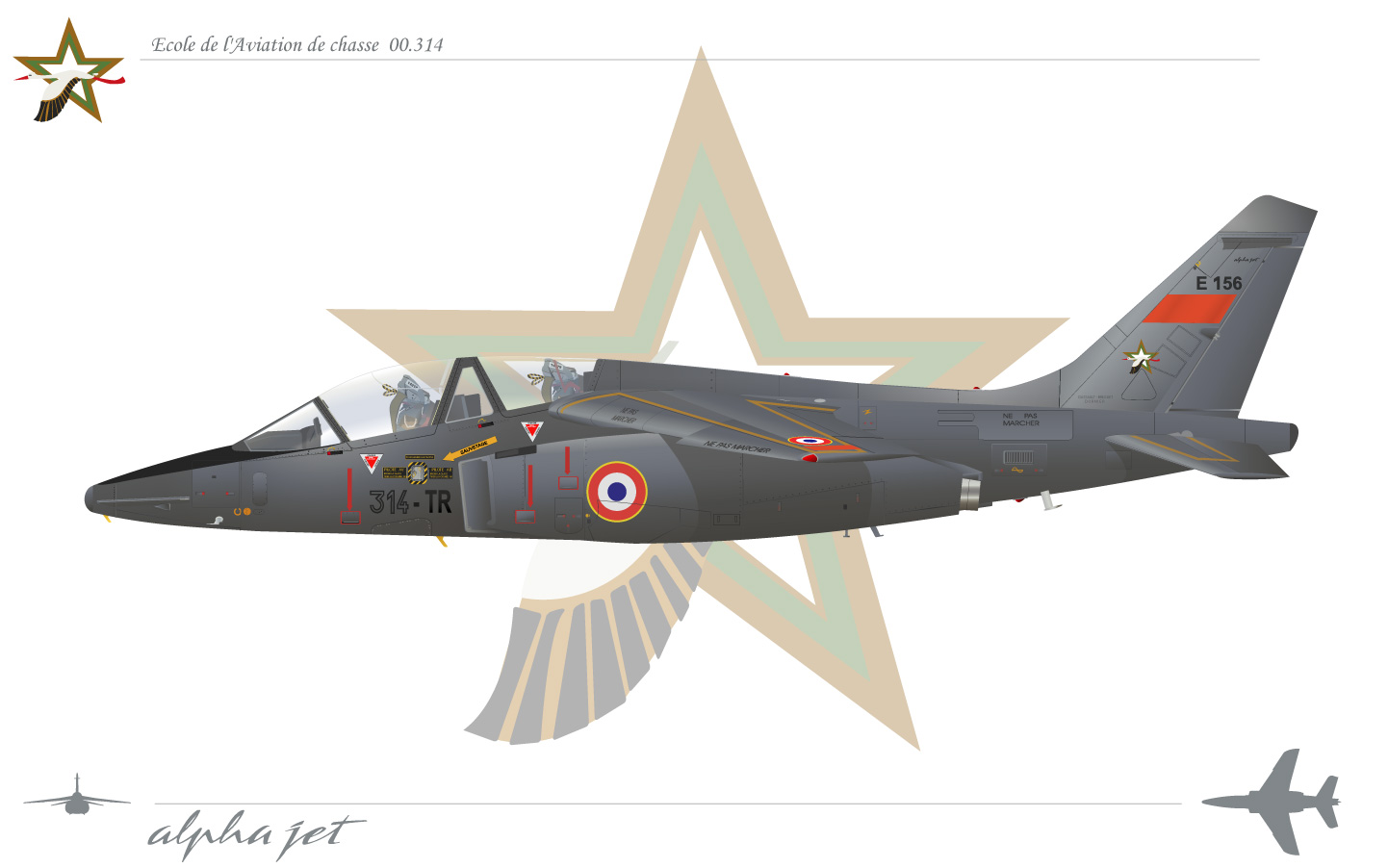
Alpha Jet École de l'Aviation de Chasse

L'École de l'aviation de chasse 314 « Christian Martell » était stationnée sur la base aérienne 705 Tours de 1961 à 2020, année du transfert de l'École de l'aviation de chasse à Cognac.

### École de pilotage de l'Armée de l'air (EPAA 00.315) de la base aérienne 709 Cognac

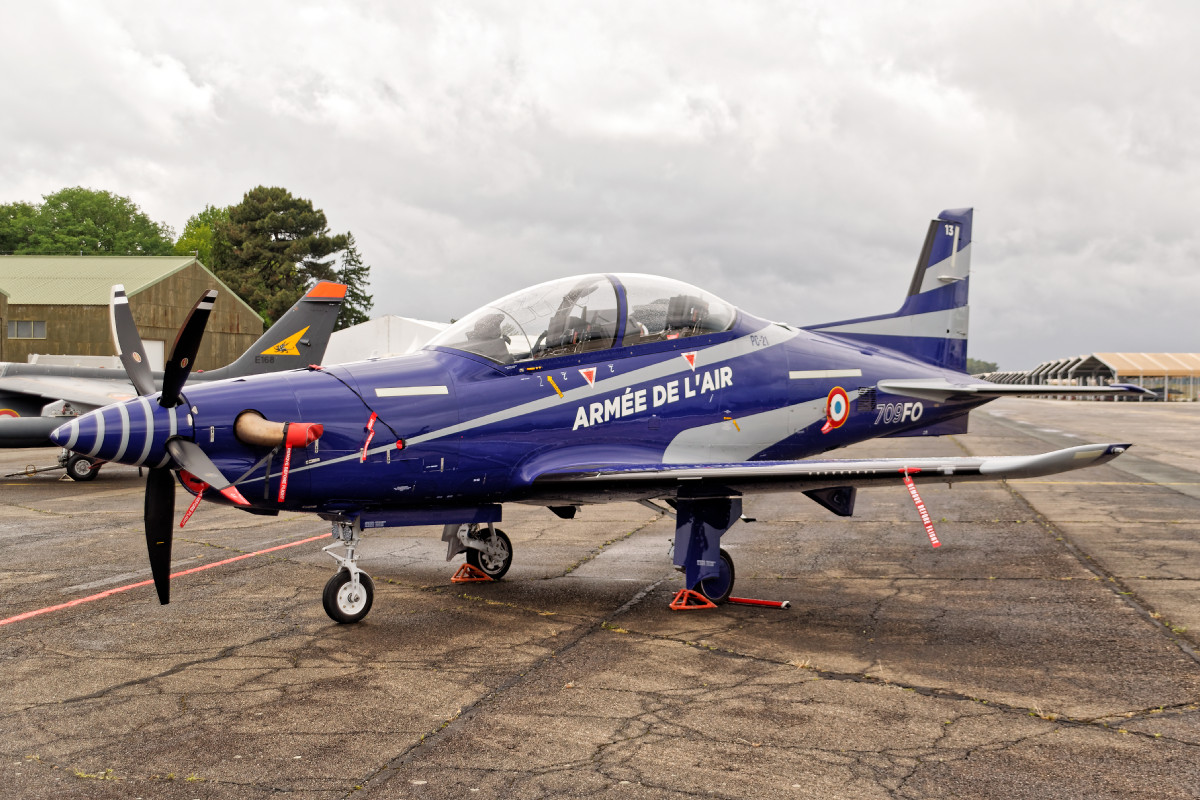
PC-21 de l'Armée de l'air française en 2019

En décembre 2016, dix-sept avions d'entraînement avancé Pilatus PC-21 sont commandés pour remplacer les Alpha Jet de Tours. Les premières livraisons ont lieu entre le 30 aout 2018 et janvier/février 2018, avec cinq simulateurs. Ils sont stationnés sur la base aérienne 709 de Cognac et devraient servir à la formation sur une année, d'environ trente élèves pilotes de l'Armée de l'Air, dix navigateurs officiers système d'armes, dix élèves pilotes de la Marine Nationale, et dix élèves moniteurs simulateur.

## Depuis 2020

### École de l'aviation de chasse (EAC 00.315) de la base aérienne 709 Cognac
Le 12 septembre 2020, l'école de pilotage de l'Armée de l'air EPAA 00.315 fusionne avec l'école de l'aviation chasse EAC 00.314, pour former l'école de l'aviation de chasse 00.315 « Christian Martell »,.
L'EAC 00.315 dispose d'avions Pilatus PC-21 (EIV 1/13 Artois, EIV Limousin et EIV 3/13 Auvergne) et de Grob G 120A (EIV 2/12 Picardie, STANEVAL 1/11 Roussillon et EIV 4/11 Jura). Elle dispense des parcours de formations de navigants, désignés par "Mentor" (Mentor 1 ; Mentor 2 à partir de 2025).
L'insigne de l'EAC 00.315 est une cigogne sur fond étoilé bleu nuit.